# Égée (Euripide)
 (août 2009).
Si vous disposez d'ouvrages ou d'articles de référence ou si vous connaissez des sites web de qualité traitant du thème abordé ici, merci de compléter l'article en donnant les références utiles à sa vérifiabilité et en les liant à la section « Notes et références ».
Pour les articles homonymes, voir Égée.
Égée (en grec ancien Αἰγεύς / Aigeús) est une tragédie perdue d’Euripide. Dix-huit fragments en ont été identifiés par la critique moderne. On compte à ce jour un total de 27 vers au moins partiellement connus. 

## Lieu
Probablement le palais d’Égée à Athènes, même si, Plutarque situerait l'action au Delphinion. Dans une reconstitution assez hasardeuse, L'ouvrage édité par Gustav Adolf Seeck, lui-même éditeur,
considère que la fin de la pièce aurait lieu à Trézène. 

## Personnages
- Égée,
- Thésée,
- Médée.
- On ignore l'identité du chœur, probablement composé de citoyens athéniens.